# Milan Hejduk
Milan Hejduk (tjeckiskt uttal (fil)), född 14 februari 1976, är en tjeckisk före detta professionell ishockeyspelare. Han spelade 14 år i National Hockey League (NHL) för Colorado Avalanche och är därmed lagets mesta spelare med 1020 matcher. 2003 vann han Maurice "Rocket" Richard Trophy som ligans mesta målgörare.

## Spelarkarriär
Hejduk inledde sin professionella ishockeykarriär i moderklubben HC Pardubice i den tjeckiska högsta ligan. Han valdes i fjärde rundan som 87:e spelare totalt i NHL Entry Draft 1994 av Quebec Nordiques. Inför säsongen 1998–99 värvades han av NHL-laget Colorado Avalanche. Hejduk fick under sin debutsäsong spela samtliga 82 matcher i grundserien, under vilka han noterades för 14 mål och 48 poäng. Han har under sina år i Colorado varit en av lagets främsta poängplockare, hans främsta säsong var 2002–03 då han gjorde sammanlagt 98 poäng, fördelat på 48 assist och 50 mål. Detta målfacit skulle rendera honom priset Maurice "Rocket" Richard Trophy som bästa målskytt i NHL under grundserien. Han vann Stanley Cup med Avalanche 2001.
14 november 2011 blev Hejduk lagkapten för Avalanche efter Adam Foote avslutat sin karriär. Hejduk spelade 1020 NHL-matcher fördelat på 14 säsonger för Avalanche och gjorde sammanlagt 805 poäng.
Under NHL-lockouten spelade han för sin tidigare moderklubb HC Pardubice, för vilka han noterades för 25 mål och 51 poäng på 48 spelade matcher.
I november 2013 meddelade Hejduk att han avslutar sin karriär som spelare, vilket blev officiellt efter OS i Sotji i februari 2014. 6 januari 2018 hyllades Hejduk genom att få sitt nummer 23 pensionerat av Avalanche.

## Statistik

### Klubbkarriär
| 1993–94    | HC Pardubice       | ELH        | 32   | 11  | 4   | 15  | 0   | 10  | 5  | 1  | 6  | 0  |
| 1994–95    | HC Pardubice       | ELH        | 49   | 14  | 14  | 28  | 6   | 6   | 3  | 1  | 4  | 0  |
| 1995–96    | HC Pardubice       | ELH        | 37   | 13  | 7   | 20  | 4   | —   | —  | —  | —  | —  |
| 1996–97    | HC Pardubice       | ELH        | 51   | 27  | 11  | 38  | 10  | 10  | 6  | 0  | 6  | 27 |
| 1997–98    | HC Pardubice       | ELH        | 48   | 26  | 19  | 45  | 20  | 3   | 0  | 0  | 0  | 2  |
| 1998–99    | Colorado Avalanche | NHL        | 82   | 14  | 34  | 48  | 26  | 16  | 6  | 6  | 12 | 4  |
| 1999–00    | Colorado Avalanche | NHL        | 82   | 36  | 36  | 72  | 16  | 17  | 5  | 4  | 9  | 6  |
| 2000–01    | Colorado Avalanche | NHL        | 80   | 41  | 38  | 79  | 36  | 23  | 7  | 16 | 23 | 6  |
| 2001–02    | Colorado Avalanche | NHL        | 62   | 21  | 23  | 44  | 24  | 16  | 3  | 3  | 6  | 4  |
| 2002–03    | Colorado Avalanche | NHL        | 82   | 50  | 48  | 98  | 32  | 7   | 2  | 2  | 4  | 2  |
| 2003–04    | Colorado Avalanche | NHL        | 82   | 35  | 40  | 75  | 20  | 11  | 5  | 2  | 7  | 0  |
| 2004–05    | HC Pardubice       | ELH        | 48   | 25  | 26  | 51  | 14  | 16  | 6  | 2  | 8  | 6  |
| 2005–06    | Colorado Avalanche | NHL        | 74   | 24  | 34  | 58  | 24  | 9   | 2  | 6  | 8  | 2  |
| 2006–07    | Colorado Avalanche | NHL        | 80   | 35  | 35  | 70  | 44  | —   | —  | —  | —  | —  |
| 2007–08    | Colorado Avalanche | NHL        | 77   | 29  | 25  | 54  | 36  | 10  | 3  | 3  | 6  | 4  |
| 2008–09    | Colorado Avalanche | NHL        | 82   | 27  | 32  | 59  | 16  | —   | —  | —  | —  | —  |
| 2009–10    | Colorado Avalanche | NHL        | 56   | 23  | 21  | 44  | 10  | 3   | 1  | 0  | 1  | 0  |
| 2010–11    | Colorado Avalanche | NHL        | 71   | 22  | 34  | 56  | 18  | —   | —  | —  | —  | —  |
| 2011–12    | Colorado Avalanche | NHL        | 81   | 14  | 23  | 37  | 14  | —   | —  | —  | —  | —  |
| 2012–13    | Colorado Avalanche | NHL        | 29   | 4   | 7   | 11  | 0   | —   | —  | —  | —  | —  |
| NHL totalt | NHL totalt         | NHL totalt | 1020 | 375 | 430 | 805 | 316 | 112 | 34 | 42 | 76 | 28 |

### Internationellt
| År            | Lag           | Turnering     | Resultat      |    | Matcher | Mål | Assist | Poäng | Utv |
| ------------- | ------------- | ------------- | ------------- | -- | ------- | --- | ------ | ----- | --- |
| 1995          | Tjeckien      | JVM           | 6:a           | 7  | 1       | 3   | 4      | 14    |     |
| 1996          | Tjeckien      | JVM           | 4:a           | 6  | 0       | 0   | 0      | 0     |     |
| 1998          | Tjeckien      | OS            | 1             | 4  | 0       | 0   | 0      | 2     |     |
| 1998          | Tjeckien      | VM            | 3             | 1  | 0       | 0   | 0      | 0     |     |
| 2002          | Tjeckien      | OS            | 7:a           | 4  | 1       | 0   | 1      | 0     |     |
| 2003          | Tjeckien      | VM            | 4:a           | 7  | 5       | 1   | 6      | 2     |     |
| 2004          | Tjeckien      | WCH           | 3             | 4  | 3       | 2   | 5      | 2     |     |
| 2006          | Tjeckien      | OS            | 3             | 8  | 2       | 1   | 3      | 2     |     |
| Junior totalt | Junior totalt | Junior totalt | Junior totalt | 13 | 1       | 3   | 4      | 14    |     |
| Senior totalt | Senior totalt | Senior totalt | Senior totalt | 28 | 11      | 4   | 15     | 8     |     |

## Meriter och utmärkelser
| Merit                           | År                          |     |
| NHL                             | NHL                         | NHL |
| ------------------------------- | --------------------------- | --- |
| All-Rookie Team                 | 1998–99                     |     |
| All-Star Game                   | 1999–2000, 2000–01, 2008–09 |     |
| Stanley Cup                     | 2000–01                     |     |
| Maurice "Rocket" Richard Trophy | 2002–03                     |     |
| Bud Light Plus/Minus Award      | 2002–03                     |     |
| Second All-Star Team            | 2002–03                     |     |